# Саутваркский собор
Саутваркский собор (англ. Southwark Cathedral, о файле/ˈsʌðərk/), полностью Кафедральная и коллегиальная церковь Спаса и Марии-за-рекой (англ. The Cathedral and Collegiate Church of St Saviour and St Mary Overie) — центр Саутваркской епархии, расположенный в Лондоне на южном берегу Темзы недалеко от Лондонского моста, второй после Вестминстерского аббатства крупный образец английской готики, уцелевший в Лондоне. Объект культурного наследия Англии I класса.
На месте церкви поклонение Христу совершется более тысячи лет. С 1106 по 1538 годы церковь принадлежала августинскому монастырю — Саутваркскому приорату — и была посвящена Деве Марии. После роспуска монастырей её сделали приходской в составе Винчестерской епархии и посвятили Христу Спасителю. В 1877 году приход св. Спаса вместе с другими приходами Южного Лондона, был передан в Рочестерскую епархию, в 1905 году создан отдельный диоцез. Здание церкви сохраняет готический облик, сложившийся между 1220 и 1420 годами, хотя неф в конце XIX века претерпел полную реконструкцию.

## История

### Легенда об основании
Джон Стоу в XVI веке записал со слов последнего приора Саутваркского монастыря Бартоломью Линстеда следующую легенду: якобы задолго до завоевания Англии нормандцами девушка Мэри на доходы с полученной в наследство переправы через Темзу основала монашеское сообщество, которое после было преобразовано в коллегию священников некой знатной дамой по имени Свитен (англ. Swithen). В 1106 году коллегия была преобразована в августинский приорат.
Легенда была популярной, интерпретировали её по-разному. Например, автор путеводителя по церкви, выпущенного в 1862 году, предполагает, что дама по имени Свитен — это епископ Винчестерский (852 или 53—†863) Свитун, и в XX веке эта версия принимается каноником Саутваркского собора Томасом П. Стивенсом, который активно тиражирует её в путеводителях. Он же отодвигает дату основания общины при переправе к 606 году, впрочем, без каких бы то ни было обоснований. Современные путеводители всегда уточняют, что так принято считать, но табличка на хорах собора уже без оговорок возводит его к общине 606 года и монастырю, установленному св. Свитуном в IX веке. С другой стороны, маловероятно, что какая-либо христианская община здесь могла предшествовать крещению Уэссекса в середине VII века или даже основанию «бурга» около 886 года.

### Нормандский период
Первое достоверное упоминание о минстере в Саутварке под управлением сводного брата Вильгельма епископа Одо из Байё содержится в Книге Страшного Суда (1086). Это была коллегиальная церковь для жителей южного берега Темзы. В 1106 году, при Генрихе I она стала августинским приоратом под управлением епископов Винчестерских, которые выстроили в 1149 году свою лондонскую резиденцию — Винчестерский дворец — с западной стороны от церкви. На Клинк-стрит можно видеть одну сохранившуюся стену трапезной этого дворца с окном-розой.
Приорат был посвящён Деве Марии, но, чтобы отличать его от множества аналогичных церквей на противоположном берегу, в Сити, получил приставку -за-рекой («Overie» — «over the river») Некоторые части здания XII века уцелели.

### Готическая постройка
Церковь сильно пострадала в большом пожаре, случившемся в 1212 году, и перестройка её продолжалась в течение всего XIII века. Таким образом, церковь св. Марии стала первой готической церковью в Лондоне. План её представляет собой латинский крест с башней на средокрестии, трёхнефной компоновкой центральной оси, нефом из шести секций и хорами из пяти секций. За хорами продолжалась Капелла Девы в объёме меньшей высоты в виде группы из четырёх капелл под двускатными крышами, из которых в две доступ из хоров, а в две другие — из боковых галерей. В углу между южным трансептом и хорами была пристроена капелла Марии Магдалины для прихожан, и ещё одна «капелла Епископа» была пристроена к ретрохору, в ней упокоился епископ Ланселот Эндрюс.
В 1390-х годах церковь снова горела, и известно, что около 1420 года Генри Бофорт помогал отстраивать заново южный трансепт и доделывать центральную башню. В XV веке была перестроена приходская капелла, а неф и северный трансепт перекрыты деревянными сводами, потому что каменные рухнули в 1469 году. От этого деревянного свода, разобранного в XIX веке, сохранилось несколько резных замковых камней.
В XIV веке в окрестностях приората жил поэт Джон Гауэр. Его похоронили в церкви под цветным расписным надгробием. Также имеется деревянное (не каменное и не металлическое, как обычно) портретное надгробие рыцаря, предположительно, XIII века, если это правда — одно из старейших такого рода. Некоторым подтверждением датировке служит отсутствие гербов.

### XVI—XVII века
Около 1520 года епископ Уинчестерский Ричард Фокс намерился установить в церкви каменную алтарную преграду, построить новый западный портал с окном и пробить окно в восточном щипце.
В 1540 году, вместе с остальными религиозными обителями, приорат был распущен Генрихом VIII, собственность его перешла к короне. Непосредственным исполнителем секуляризации св. Марии-за-рекой был политический деятель Уильям Саундерс. В том же году церковь освятили во имя Спасителя и образовали вокруг неё новый приход, включивший приход св. Марии Магдалины, ранее располагавшийся в капелле при аббатской церкви, и соседний приход св. Маргариты, чья церковь была закрыта. Прихожане арендовали церковное здание у короны до 1614 года, когда смогли выкупить его за 800 фунтов.
При Марии Кровавой в январе 1555 года в ретрохоре церкви проходили суды над «еретиками», и шесть церковных деятелей высоких рангов, в том числе бывший епископ Глостерский Джон Хупер, приговорены к смерти.
По местоположению церковь оказалась тесно связана с театральными деятелями эпохи елизаветинской драмы, и в ней был похоронен брат Шекспира Эдмунд (†1607). Точное местоположение его могилы не известно, но позднее в полу на хорах вделан памятный камень, а с 1920-х годов проводится соответствующий фестиваль. Самому Шекспиру посвящено большое витражное окно со сценами из пьес, под которым статуя с пером в руке. Также в церкви похоронены драматурги Джон Флетчер и Филипп Мэссинджер, которые, наряду с актёром Эдуардом Алленом, были благотворителями и патронами приходской школы.
В этом же приходе родился, а в церкви был крещён Джон Гарвард, которому посвящена капелла в северном трансепте, устроенная на средства Гарвардского университета. Его отец Роберт Гарвард, мясник и содержатель трактира, также был связан с Шекспирами через бизнес и приходские дела.
Не прервалась и связь с Уинчестерской епархией: в «епископской капелле» был похоронен епископ Ланселот Эндрюс (†1626). После того как капелла была разобрана в 1830 году, его перезахоронили за главным алтарём.
В 1647 году с башни церкви Вацлав Холлар снял знаменитую «Панораму Лондона с Бэнксайда», классический образ Лондона середины XVII века.
- Башня и восточный конец церкви после реставрации Джорджа Гвилта младшего (XIX век).
- Неф Саутваркского собора был выстроен заново при королеве Виктории

### XIX век
К началу XIX века здание церкви давно нуждалось в ремонте. Оригинальная средневековая мебель была утрачена, интерьер, как пишет Френсис Бумпус, «набит скамейками и балконами до состояния угрожающего». В 1818—1830 годах башню и хоры реставрировал Джордж Гвилт младший. Стараясь вернуть здание к облику XIII века, он убрал тюдоровские окна в восточной оконечности и, по недостатку свидетельств об оригинальной конструкции, вставил тройное ланцетное окно и круглое сверху, в щипце. Трансепты с меньшей почтительностью реставрировал Роберт Уоллес (англ. Robert Wallace). Капеллу епископа и приходскую капеллу Марии Магдалины пришлось разобрать, но ретрохор сумели сохранить, и Гвилт отреставрировал его в 1832 году.
На заседании приходского управления в мае 1831 года было решено разобрать своды нефа, грозившие обрушением, и забросить его, ограничившись хорами и трансептом. В 1839 году стоявший открытым неф был разобран до отметки семи футов от пола и отстроен заново по проекту Генри Роуза (англ. Henry Rose).
Новый неф оказался выше остальных частей церкви, от которых был отделён перегородкой. Своды его были выполнены штукатуркой, с опорой на железные колонны, а по трём сторонам выстроена деревянная галерея. Новый неф стал объектом критики, а Пьюджин писал, что «и сама по себе постройка эта плоха, а сносить ради неё почтенное древнее здание и вовсе недопустимо».
По инициативе епископа Рочестерского неф снова снесли и в течение 1890—1897 годов по проекту Артура Бломфилда постарались воссоздать как можно точнее облик оригинального нефа, сохранив как можно больше уцелевших средневековых конструкций.
В 1852 году всего лишь в 60 футах (18 метрах) от юго-восточного угла церкви прошла железная дорога, соединяющая станцию Лондон-бридж с Блэкфрайарс, Кэннон Стрит и Чаринг-кроссом. Железная дорога закрывает обзор здания с южной стороны, но иначе церковь и вовсе пришлось бы снести, так что нынешняя трасса является компромиссной.
Хоронить при церкви прекратили в 1853 году (для архитектора Гвилта в 1856-м сделали исключение), а в 1910 году на средства соборного капитула в юго-западном углу церковного двора был заложен сад. Реставрация его состоялась в 2001 году.

### XX век
В 1905 году коллегиальная и приходская церковь св. Спаса стала центром вновь созданной Саутваркской епархии. Капитулярной залой собора стала соседняя цоерковь св. Фомы (начала XVIII века).
В 1907 году освящена Гарвардская капелла. Витраж в ней американский, художника Джона ла Фарж англ. John La Farge, мастерская архитектора Чарльза Ф. Мак-Кима англ. Charles F. McKim, выполненный на средства американского посла Джозефа Чоута англ. Joseph Choate. В верхней части витража — гербовый щит Гарварда с девизом «Veritas» (Истина) и лазоревый лев на щите Эммануил-колледжа Кембриджа, где Джон Гарвард получал степени бакалавра и магистра в 1632 и 1635 годах соответственно.
- Гарвардская капелла (1907).
- Верхняя часть витража в Гарвардской капелле.

В ходе Второй мировой войны Саутварк оказался важной мишенью для немецких бомбардировок, только с 7 октября 1940 по 6 июня 1941 года на него была сброшена 1651 фугасная бомба и 20 парашютных морских мин. 20 февраля 1941 года (после прохождения цензуры) объявили, что пострадал и соборa, следы от осколков видны на фасаде по сей день.
В соборе установлены памятники св. Изабелле Гилмор, жертвам катастрофы прогулочного кораблика «Маркиза», столкнувшегося с драгой в 1989 году, Нельсону Манделе и Десмонду Туту. В 2001 году Мандела открывал новодельный «клуатр» на месте оригинального монастырского, с северной стороны от собора, в котором расположены магазинчик, трапезная, конференц-зал, образовательный центр и музей. В 2002 году эти постройки были признаны одними из лучших зданий года.
16 ноября 1996 года собор оказался в центре внимания в связи с проведённой в нём двадцатой годовщиной «Движения христиан-ЛГБТ». Настоятель собора Сент-Олбанс, открытый гомосексуал Джеффри Джон, был и каноником в Саутварке.

После признания за гомосексуалами права на заключение гражданского партнёрства и, позднее, однополых браков, собор объявил, что «однополые пары могут пользоваться поддержкой клириков, вступая в гражданское партнёрство, и выстраивая дальнейшие взаимоотношения».
Собор используется лондонским Университетом Южного Берега для ежегодной церемонии присуждения почётных степеней, университетом Регента для выпускных церемоний и Королевским колледжем для вручения дипломов выпускникам медицинского и стоматологического факультетов вместе с клиниками Гая и св. Фомы, причём клиника св. Фомы и начиналась как лазарет при приорате св. Марии. Ежегодную рождественскую службу в соборе проводит Лондонская Навигационная школа.
В Саутваркском соборе долгое время жила Доркинс Магнификэт (англ. Doorkins Magnificat) — кошка, прибившаяся в 2008 году. С тех пор она встречалась с Лордом-мэром Лондона и королевой Елизаветой II, стала персонажем детской книги «Doorkins The Cathedral Cat», а в 2018 году удостоилась портретной горгульи в интерьере собора. О смерти кошки сообщили 2 октября 2020 года, 27 октября прошла поминальная служба, вероятно, первая поминальная служба по кошке.

## Музыка

### Соборный хор
Соборный хор существует на средства Фонда школ св. Олафа и Спасителя, которые были основаны при церкви в 1560-х годах. Собственной певческой школы собор не имеет, и в хоре поют мальчики и девочки из разных школ Лондона и окрестностей. Также в хоре шесть профессиональных певцов и до шести студентов.

### Орган
Главный соборный орган построен фирмой «Lewis & Co» из Брикстона в 1897 году. Основатель компании органный мастер Томас Кристофер Льюис был известен ярким звучанием своих инструментов, обязанных своими свойствами невысокому давлению воздуха, что шло вразрез с веяниями времени — тогда использовались сравнительно высокие давления и густые тембры. Механика органа осталась с тех пор неизменной, электропневматической, виндлады шлейфового типа. Корпус органа спроектирован Артуром Бломфилдом.
До 1952 года инструмент поддерживался в оригинальном состоянии, после чего был капитально реконструирован фирмой «Henry Willis & Sons». Было увеличено рабочее давление, педали швеллера и соло заменены уиллисовскими конструкциями. Хоровый дивизион, ранее расположенный перед швеллерным, перенесён на северную сторону, и к нему же пристроена новая консоль (прежняя была с южной стороны) с несколькими дополнительными копулами. Регистр Поперечной флейты в хоровом дивизионе заменён Дуодецимами, Терции пересажены на другой шлейф. Регистр Виолон (32-16-8-футовый) расширен на октаву вверх до 4-футовой Виолы.
Через несколько лет сделанные Уиллисами перемены, несмотря на добрые намерения, сочли чрезмерными, и даремской фирме «Harrison and Harrison» была заказана реставрация органа к первоначальному состоянию. На первой стадии, в 1986 году, была сделана электрическая часть, а на базе уиллисовской консоли устроена транзисторная схема с восемью запоминающими устройствами для регистровки и четырьмя — для педали крещендо. Уиллисовские педали управления швеллером заменены на оригинальные. В 1991 году, в ходе второго этапа реконструкции, орган был перенастроен на прежнее, льюисовское давление, в Хор возвращён регистр Поперечной флейты (из другого льюисовского инструмента), Дуодецимы и Терции удалены (и из аликвот остались, таким образом, только Квинты в Хауптверке). Орган вернулся к льюисовскому проекту, за исключением регистра 4-футовой Виолы, памятного дара, который решили не убирать.
| I Хор C-c4                              |     |
| Узкомензурный гедакт (Lieblich Gedackt) | 16′ |
| Скрипка принципал (Geigen Principal)    | 8′  |
| Ивовая флейта (Salicional)              | 8′  |
| Дульциан (Dulciana)                     | 8′  |
| Узкомензурный гедакт (Lieblich Gedackt) | 8′  |
| Ивовая флейта (Salicet)                 | 4′  |
| Поперечная флейта (Flauto Traverso)     | 4′  |
| Узкомензурный гедакт (Lieblich Gedackt) | 4′  |
| Узкомензурный гедакт (Lieblich Gedackt) | 2′  |
| Микстуры III (Mixture III)              |     |

| II Хауптверк C-c4                              |      |
| Контр-виола (Contra Viole)                     | 16′  |
| Бурдон (Bourdon)                               | 16′  |
| Первый открытый принципал (Open Diapason No.1) | 8′   |
| Второй открытый принципал (Open Diapason No.2) | 8′   |
| Закрытый принципал (Stopped Diapason)          | 8′   |
| Октавы флейт (Flûte Harmonique)                | 8′   |
| Октавы (Octave)                                | 4′   |
| Октавы флейт (Flûte Harmonique)                | 4′   |
| Октавы квинт (Octave Quint)                    | 2/3′ |
| Супер-октавы (Super Octave)                    | 2′   |
| Корнет III—V (Cornet III—V)                    |      |
| Микстура IV (Mixture IV)                       |      |
| Труба (Trumpet)                                | 8′   |

| III Швеллер C-c4                        |     |
| Узкомензурный бурдон (Lieblich Bourdun) | 16′ |
| Открытые принципалы (Open Diapason)     | 8′  |
| Виола да Гамба (Viole da Gambe)         | 8′  |
| Глас Небесный (Voix Celestes)           | 8′  |
| Тростниковая флейта (Rohr Flöte)        | 8′  |
| Скрипка Принципал (Geigen Principal)    | 4′  |
| Тростниковая флейта (Rohr Flöte)        | 4′  |
| Флейточка (Flautino)                    | 2′  |
| Mixture IV                              |     |
| Контрафагот (Contra Fagotto)            | 16′ |
| Валторна (Horn)                         | 8′  |
| Гобой (Oboe)                            | 8′  |
| Глас человеческий (Voix Humaine)        | 8′  |
| Труба (Clarion)                         | 4′  |
| Тремоло                                 |     |

| IV Соло C-c4                        |     |
| Глас ангельский (Vox Angelica)      | 8′  |
| Волна морская (Unda Maris)          | 8′  |
| Октава от флейт (Flûte harm.)       | 8′  |
| Октава от флейт (Flûte harm.)       | 4′  |
| Тромбон (Trombone)                  | 16′ |
| Английский рожок (Cor Anglais)      | 16′ |
| Большая Туба (Tuba Magna)           | 8′  |
| Октава от трубы (Trompette harm.)   | 8′  |
| Оркестровый гобой (Orchestral Oboe) | 8′  |
| Кларнет (Clarinet)                  | 8′  |
| Тремоло                             |     |

| Педаль C-f1                    |         |
| Большой бас (Great Bass)       | 32 фута |
| Большой Виолон (Major Violon)  | 32′     |
| Открытые басы (Open Bass)      | 16′     |
| Виолон (Violon)                | 16′     |
| Бас-дульциан (Dulciana Bass)   | 16′     |
| Суббас (Sub Bass)              | 16′     |
| Виолончель (Violoncello)       | 8′      |
| Флейта (Flute)                 | 8′      |
| Виола (Viola)                  | 4′      |
| Октавы флейт (Octave Flute)    | 4′      |
| Контр-тромбон (Contra Posaune) | 32′     |
| Бомбарда (Bombarde)            | 16′     |
| Тромбон (Posaune)              | 16′     |
| Труба (Trumpet)                | 8′      |